# Transvision
Transvision (anciennement connu sous le nom TelkomVision) est un satellite de radiodiffusion directe (SRD) par abonnement, la télévision sur Internet protocole (IPTV), et un service de fournisseur de télévision par câble pour l'Indonésie. Il s'agit d'une joint-venture entre Trans Corp. Transvision a officiellement lancé le 23 mai 2014 et entièrement détenue par Trans Corp.
PT. Indonusa Telemedia "Transvision" a été créé sur le 7 mai 1997 et a commencé ses opérations en 1999. PT Indonusa Telemedia "Transvision" qui a commencé comme une entreprise composée de plusieurs actionnaires:   	 
- PT Telekomunikasi Indonesia (Telkom)
- PT Telkomindo Primabhakti (Megacell)
- PT Rajawali Citra Televisi Indonesia (RCTI)
- PT Datakom Asia (Datakom Asia)

Par 2003, Telkom est devenu le principal actionnaire en maintenant la part de 98,75% de "Transvision", tandis que le reste (1,25%) est détenue par Datakom.

## Galerie

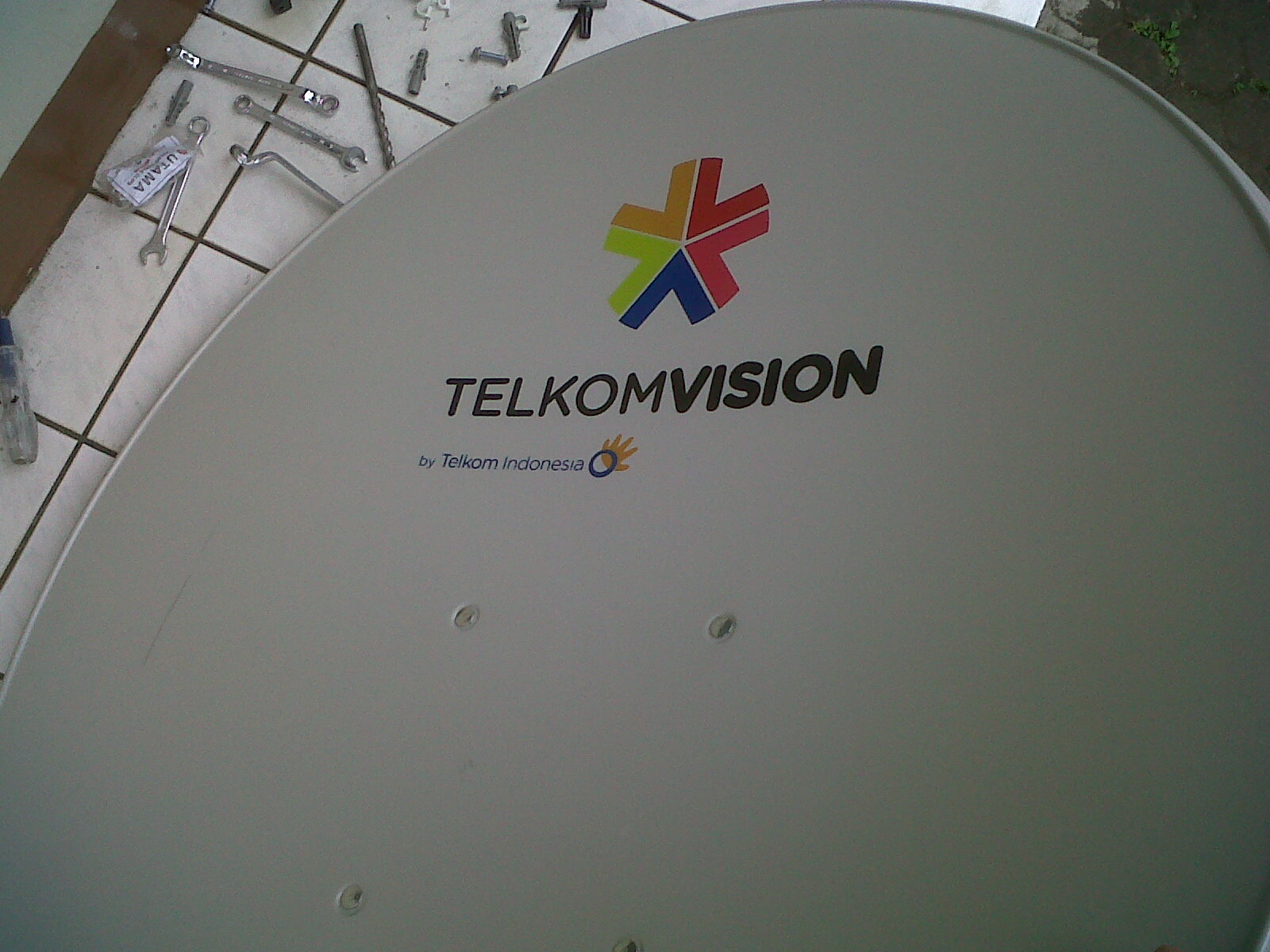
Plat de TelkomVision
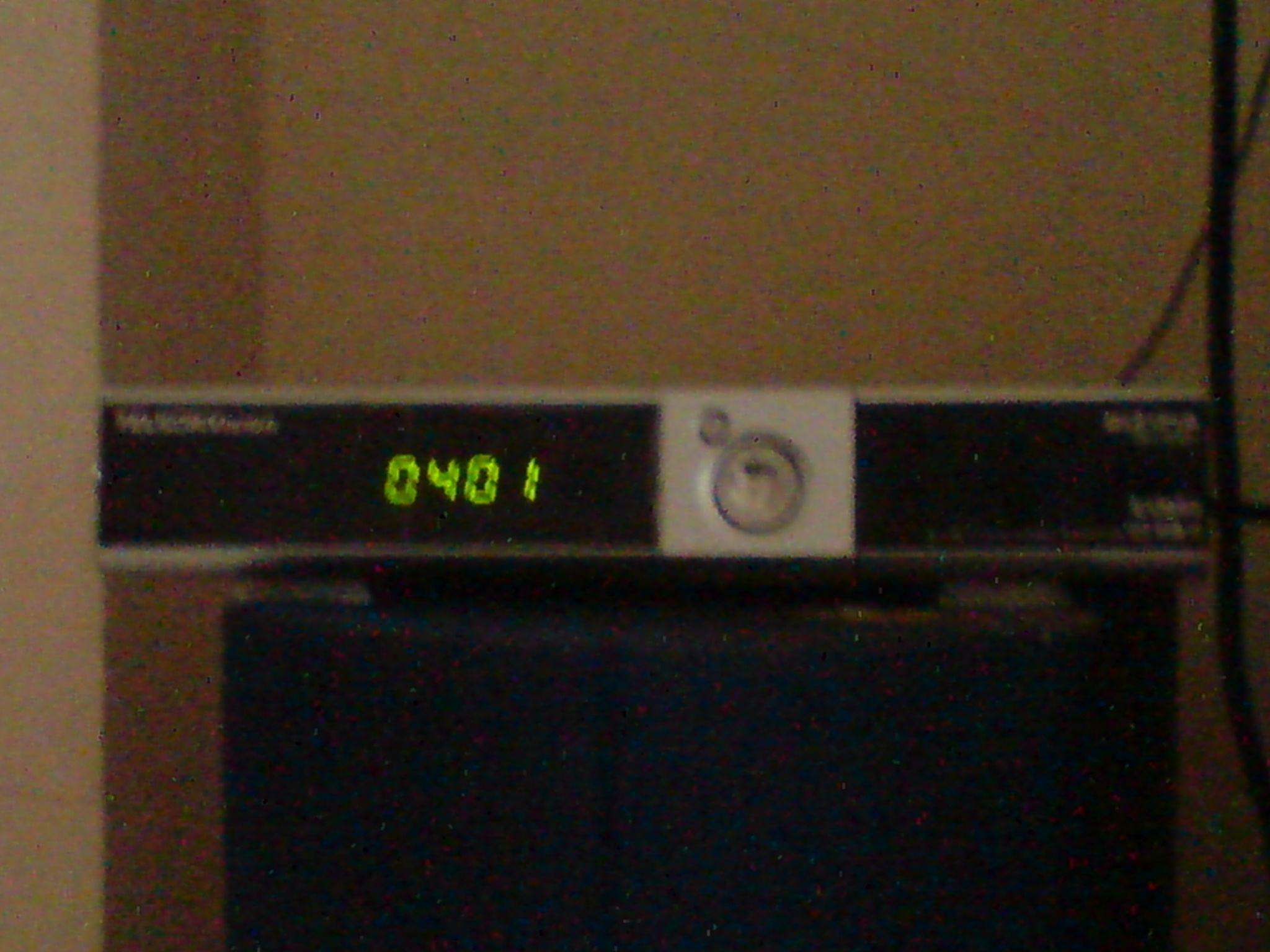
Décodeur de TelkomVision
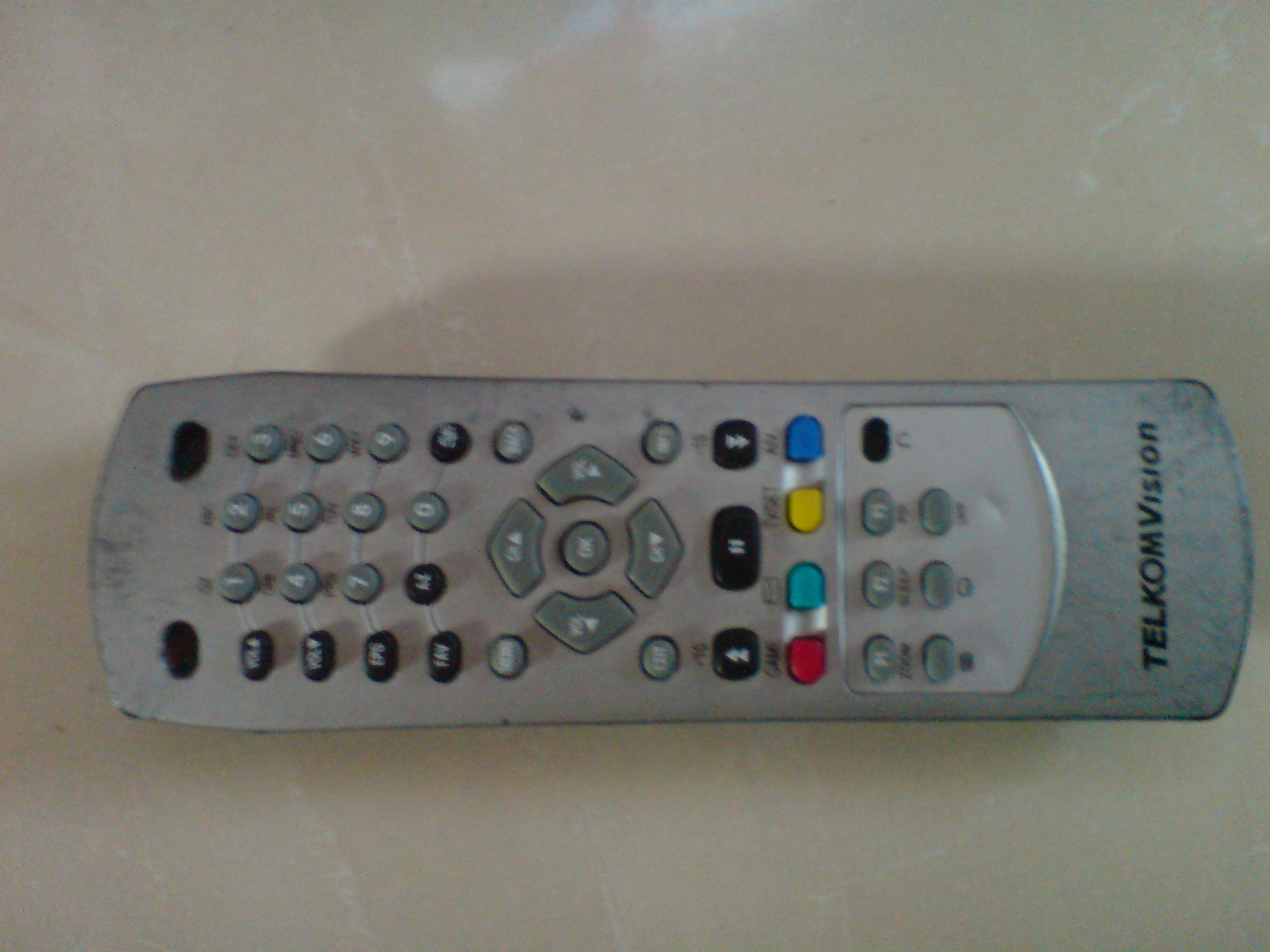
Éloigné de TelkomVision
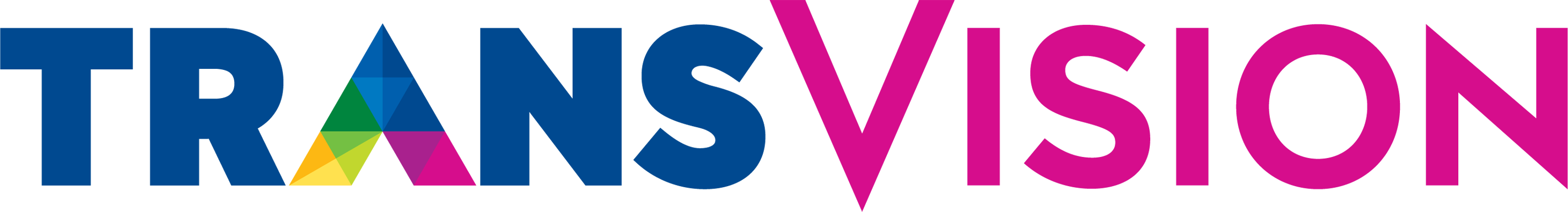
Logo Transvision de 1er mai 2014